# ヴァレリー・ザルジニー
ヴァレリー・フェードロヴィチ・ザルジニー（ウクライナ語: Вале́рій Фе́дорович Залу́жний、1973年7月8日 - ）は、ウクライナの軍人。駐英ウクライナ特命全権大使。ウクライナ英雄。2021年7月27日から2024年2月8日までウクライナ軍総司令官を務めた。

## 経歴

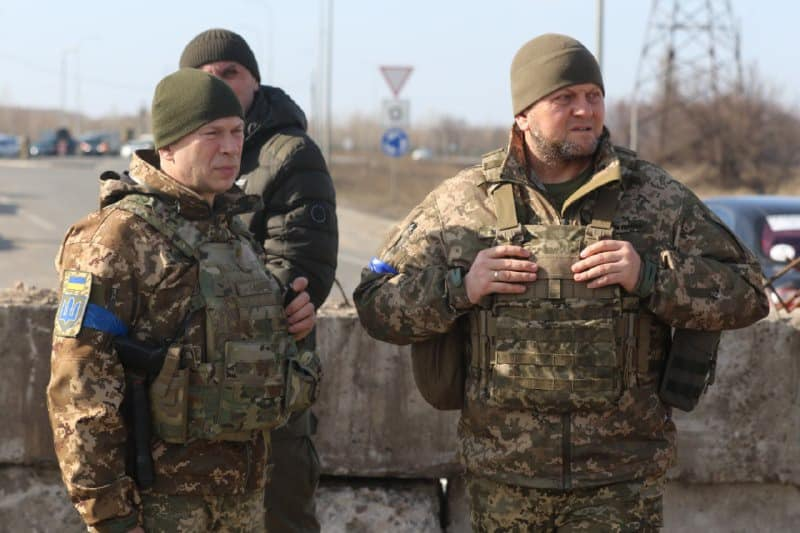
キーウの戦況を視察する、シルスキー大将（左）とザルジニー総司令官（右）、2022年

1997年にオデッサ陸軍士官学校、2007年に国立国防アカデミーを卒業し、第24独立機械化旅団参謀長兼副司令官に任命される。2009年から2012年まで第51独立機械化旅団長、2014年にウクライナ国防大学を卒業し、2017年に西部作戦管区参謀長兼副司令官、2018年にウクライナ統合軍事作戦司令部副司令官、2019年に北部作戦管区司令官に任命された。
2021年7月27日にウォロディミル・ゼレンスキー大統領からウクライナ軍総司令官に任命され、7月28日にウクライナ国家安全保障・国防会議メンバーに任命された。
ロシアによるウクライナ侵攻中の2022年3月4日、ゼレンスキー大統領によって大将に昇進した。2023年5月30日にはロシア内務省よりオレクサンドル・シルスキー陸軍司令官らとともに指名手配リストに加えられたことが発表された。
2023年、国立オデッサ大学法学アカデミーに学位論文を提出し、博士号を取得した。
2024年2月8日、ゼレンスキー大統領との作戦をめぐる考え方の違いからの確執が報じられるなかウクライナ軍総司令官を解任された。後任はオレクサンドル・シルスキーである。2月9日、ウクライナ英雄が授与された。
2024年3月7日、駐英ウクライナ大使に任命された事が報じられた。
同年5月8日、健康上の理由で兵役から解放され、翌日に駐英ウクライナ大使に正式に任命された。以降、政治的には静観の姿勢を貫いている。2024年7月11日、ザルジニーはイギリス外務省に対して信任状の写しを提出し、正式に駐英大使としての職務を開始した。2025年3月3日より、国際海事機関代表兼任。